# Szalman szaúdi király
Szalman bin Abdul-Aziz Al Szaúd (1935. december 31. –) Szaúd-Arábia hetedik királya (malik). 1963-tól 2011-ig Rijád tartomány kormányzója, majd honvédelmi miniszter volt. 2015-ben bátyja, Abdullah halálát követően lépett trónra. Örököse fia, Mohamed bin Szalman herceg.